# Caenorhabditis elegans
Caenorhabditis elegans ofta förkortat C. elegans är en cirka 1 mm kort rundmask. Den används framför allt som modellorganism vid molekylärbiologisk forskning, och är en av de organismer vars hela genom är kartlagt. Genomet är ungefär 100 Mb långt och innehåller omkring 20100 gener.

## Beteendeförmåga
Michael Commons och William Harrigan har använt C. elegans som exempel på en art som tillhör stadium 2 - Sensorisk eller motorisk enligt Modellen för hierarkisk komplexitet. Organismen har nämligen klassiskt betingats i laboratoriemiljö. Detta betyder att individer i arten noterats utföra ett beteende av samma komplexitetsgrad som exempelvis ett litet barn som lärt sig röra på armar och ben, men ännu inte kan sträcka sig efter saker, eller skaka dem.

## Nobelpris
2002 gick Nobelpriset i fysiologi eller medicin till Sydney Brenner, H Robert Horvitz och John E. Sulston för deras arbete med genetiken kring organutveckling och apoptos, det vill säga programmerad celldöd i C. elegans. 
2006 gick Nobelpriset i fysiologi eller medicin till Andrew Z. Fire och Craig C. Mello för deras upptäckt av RNA-interferens i C. elegans
2008 delade Martin Chalfie Nobelpriset i kemi  för sitt arbete med Grönt fluorescerande protein i C. elegans med två andra som arbetade med samma ämne.
2024 gick Nobelpriset i fysiologi eller medicin till Victor Ambros och Gary Ruvkun för upptäckten av mikroRNA i Caenorhabditis elegans som har en betydande roll i maskens utveckling.